# Аркуата-дель-Тронто
Аркуата-дель-Тронто (італ. Arquata del Tronto) — муніципалітет в Італії, у регіоні Марке,  провінція Асколі-Пічено.
Аркуата-дель-Тронто розташована на відстані близько 120 км на північний схід від Рима, 100 км на південь від Анкони, 25 км на захід від Асколі-Пічено.
Населення — 1224 особи (2014).

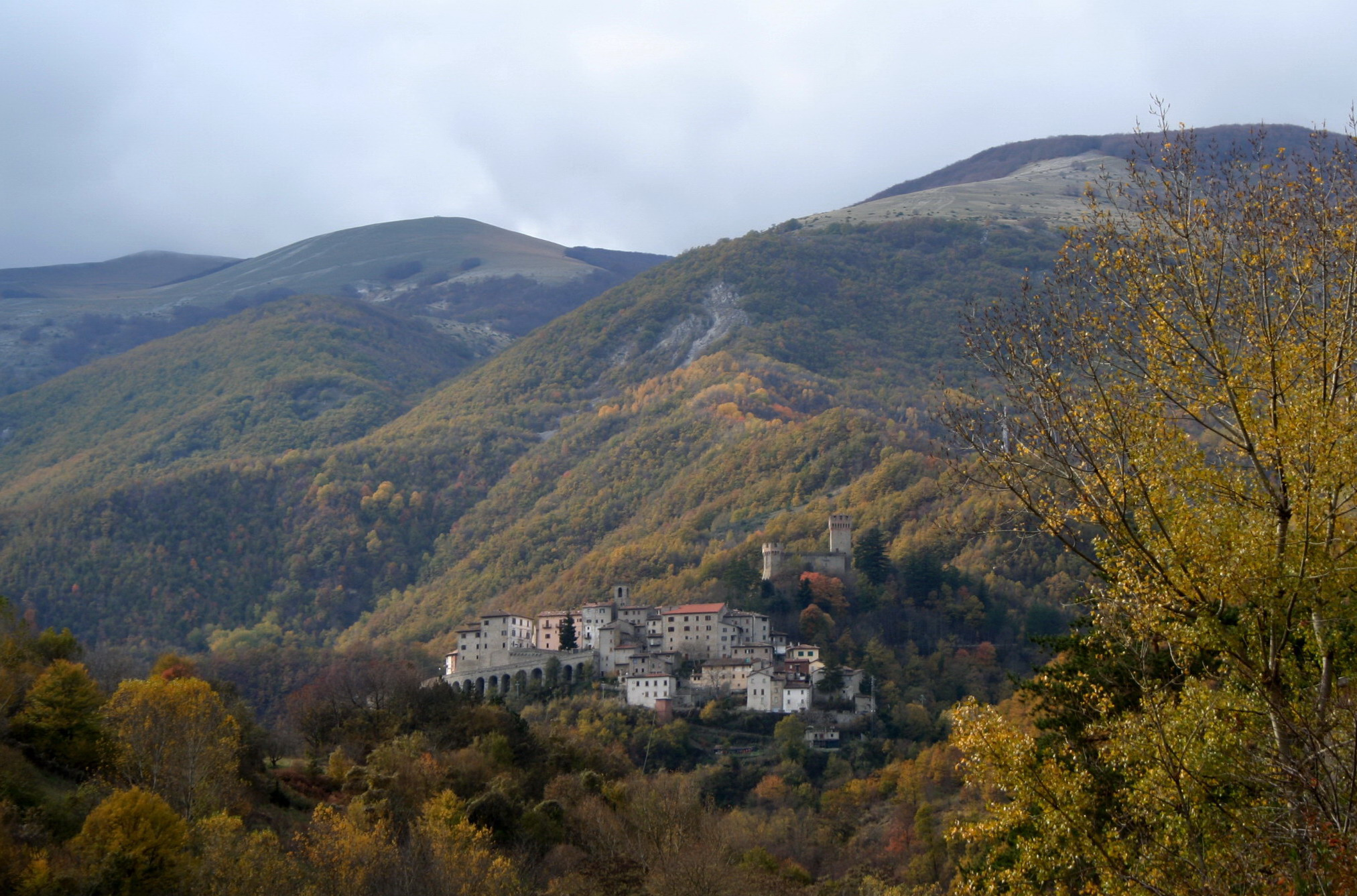

Щорічний фестиваль відбувається 27 серпня. Покровитель — святий Петро.

## Демографія
Населення за роками:

Станом на 1 січня 2023 року в муніципалітеті офіційно проживало 15 іноземців з 7 країн, серед них 9 громадян країн Євросоюзу та 1 громадянин України.

## Сусідні муніципалітети
- Аккумолі
- Аккуасанта-Терме
- Монтегалло
- Монтемонако
- Норчія
- Валле-Кастеллана

## Катастрофи

### Землетрус 2016 року
24 серпня 2016 року, о 03:36 за місцевим часом, у центральній Італії, на південь від міста Перуджа, стався сильний землетрус магнітудою 6,4 бали з епіцентром на глибині 10 км. Серії поштовхів завдали серйозних руйнувань цілій низці міст та сіл, зокрема, Аккумолі, Аматриче, Поста та Аркуата-дель-Тронто .  
Точної інформації про кількість жертв ще немає. Видання La Repubblica повідомляє, що, станом на ранок 24 серпня загинуло щонайменше 14 людей  , хоча більшість людей знаходиться під завалами. 
Новий підземний поштовх магнітудою 4,9 балів стався близько 14:00, за місцевим часом, в районі міста Аркуата-дель-Тронто, де минулої ночі в результаті землетрусу вже загинуло не менше трьох осіб .
Станом, на 20:00, за місцевим часом, загальна кількість загиблих внаслідок землетрусу в Центральній Італії зросла до 120 осіб .